# Ica
Ica – miasto w południowo-zachodnim Peru, w Andach Środkowych, przy Drodze Panamerykańskiej.
Dominującą gałęzią przemysłu jest włókiennictwo (uprawa bawełny), cukrownictwo i winiarstwo. Każdego roku w pierwszej połowie marca w mieście organizowane jest wielkie święto wina z tańcami i śpiewami. Liczba ludności wynosi około 259 tys. mieszkańców (2013). W mieście znajduje się również uniwersytet.
Ica jest jednym z trzech – obok Pisco oraz Chincha Alta – miast, które najbardziej ucierpiały w trzęsieniu ziemi w sierpniu 2007.

## Zabytki
- katedra (hiszp. Iglesia de La Merced), przebudowana w XIX wieku[3] położona przy centralnym placu miasta – Plaza de Armas;
- kościół Chrystusa z Luren[4] (hiszp. Iglesia del Señor de Luren) zbudowany w 1558[1] roku.;

## Współpraca
- Miami Beach, Stany Zjednoczone